# Pachydissus australasiae
Pachydissus australasiae là một loài bọ cánh cứng trong họ Cerambycidae.